# Benedito Canelas
José Benedito Canelas (São Manuel, 3 de outubro de 1938) é um político brasileiro que foi eleito vereador em Cáceres em 1965 e depois ingressou na ARENA elegendo-se deputado estadual em 1970, deputado federal em 1974 e senador em 1978 tendo como primeiro suplente o ex-governador mato-grossense José Garcia Neto. Posteriormente seguiu para o PDS e para o PFL.